# MTV Movie Awards 2001
La 10ª edizione degli MTV Movie Awards si è svolta il 2 giugno 2001 allo Shrine Auditorium di Los Angeles, California, ed è stata presentata da Jimmy Fallon e Kirsten Dunst.

## Performance musicali
Nel corso dello spettacolo si sono esibiti:
- Christina Aguilera, Lil' Kim, Mya e Pink (Lady Marmalade, da Moulin Rouge!)
- Dave Matthews Band (The Space Between)
- Weezer (H-sh Pipe)

## Parodie (Movie Spoofs)
Nel corso dello spettacolo sono stati parodiati:
- Cast Away
- La mummia - Il ritorno

## Vincitori e candidati
I vincitori sono indicati in grassetto.

### Miglior film (Best Movie)
- Il gladiatore (Gladiator), regia di Ridley Scott
- La tigre e il dragone (Crouching Tiger, Hidden Dragon), regia di Ang Lee
- Erin Brockovich - Forte come la verità (Erin Brockovich), regia di Steven Soderbergh
- Hannibal, regia di Ridley Scott
- X-Men, regia di Bryan Singer

### Miglior performance maschile (Best Male Performance)
- Tom Cruise - Mission: Impossible 2
- Russell Crowe - Il gladiatore (Gladiator)
- Omar Epps - Love & Basketball
- Mel Gibson - Il patriota (The Patriot)
- Tom Hanks - Cast Away

### Miglior performance femminile (Best Female Performance)
- Julia Roberts - Erin Brockovich - Forte come la verità (Erin Brockovich)
- Aaliyah - Romeo deve morire (Romeo Must Die)
- Kate Hudson - Quasi famosi (Almost Famous)
- Jennifer Lopez - The Cell - La cellula (The Cell)
- Julia Stiles - Save the Last Dance

### Miglior performance rivelazione maschile (Breakthrough Male Performance)
- Sean Patrick Thomas - Save the Last Dance
- Jack Black - Alta fedeltà (High Fidelity)
- Patrick Fugit - Quasi famosi (Almost Famous)
- Tom Green - Road Trip
- Hugh Jackman - X-Men
- Ashton Kutcher - Fatti, strafatti e strafighe (Dude, Where's My Car?)

### Miglior performance rivelazione femminile (Breakthrough Female Performance)
- Erika Christensen - Traffic
- Aaliyah - Romeo deve morire (Romeo Must Die)
- Anna Faris - Scary Movie
- Piper Perabo - Le ragazze del Coyote Ugly (Coyote Ugly)
- Zhang Ziyi - La tigre e il dragone (Crouching Tiger, Hidden Dragon)

### Miglior performance comica (Best Comedic Performance)
- Ben Stiller - Ti presento i miei (Meet the Parents)
- Jim Carrey - Io, me & Irene (Me, Myself and Irene)
- Tom Green - Road Trip
- Martin Lawrence - Big Mama (Big Momma's House)
- Eddie Murphy - La famiglia del professore matto (Nutty Professor II: The Klumps)

### Miglior cattivo (Best Villain)
- Jim Carrey - Il Grinch (Dr. Seuss' How the Grinch Stole Christmas)
- Kevin Bacon - L'uomo senza ombra (Hollow Man)
- Vincent D'Onofrio - The Cell - La cellula (The Cell)
- Anthony Hopkins - Hannibal
- Joaquin Phoenix - Il gladiatore (Gladiator)

### Miglior performance di gruppo (Best On-Screen Team)
- Drew Barrymore, Cameron Diaz e Lucy Liu - Charlie's Angels
- Robert De Niro e Ben Stiller - Ti presento i miei (Meet the Parents)
- George Clooney, Tim Blake Nelson e John Turturro ("The Soggy Bottom Boys") - Fratello, dove sei? (O Brother, Where Art Thou?)
- Tom Hanks e "Wilson" - Cast Away
- Halle Berry, Hugh Jackman, James Marsden e Anna Paquin - X-Men

### Miglior bacio (Best Kiss)
- Julia Stiles e Sean Patrick Thomas - Save the Last Dance
- Jon Abrahams e Anna Faris - Scary Movie
- Ben Affleck e Gwyneth Paltrow - Bounce
- Tom Hanks e Helen Hunt - Cast Away
- Anthony Hopkins e Julianne Moore - Hannibal

### Miglior sequenza d'azione (Best Action Sequence)
- L'inseguimento motociclistico - Mission: Impossible 2
- L'inseguimento automobilistico attraverso l'edificio in costruzione - Fuori in 60 secondi (Gone in Sixty Seconds)
- La battaglia fra l'esercito romano e l'orda germanica - Il gladiatore (Gladiator)
- L'incidente aereo - Cast Away

### Miglior combattimento (Best Fight)
- Zhang Ziyi contro tutta la locanda - La tigre e il dragone (Crouching Tiger, Hidden Dragon)
- Drew Barrymore contro gli avversari - Charlie's Angels
- Russell Crowe contro l'avversario mascherato e la tigre - Il gladiatore (Gladiator)
- Jet Li contro gli avversari - Romeo deve morire (Romeo Must Die)

### Miglior sequenza di ballo (Best Dance Sequence)
- Cameron Diaz Fantasy Sequence - Charlie's Angels
- Opening Cheer - Ragazze nel pallone (Bring It On)
- Billy's First Lesson - Billy Elliot
- Club Scene - Save the Last Dance

### Miglior sequenza musical (Best Musical Sequence)
- One Way or Another cantata da Piper Perabo - Le ragazze del Coyote Ugly (Coyote Ugly)
- Let's Get It On cantata da Jack Black - Alta fedeltà (High Fidelity)
- Man of Constant Sorrow cantata dai Soggy Bottom Boys - Fratello, dove sei? (O Brother, Where Art Thou?)
- The Twisted Sister Bus Scene - Road Trip
- The "Tiny Dancer" Bus Scene - Quasi famosi (Almost Famous)

### Miglior battuta (Best Line)
- «Are you a pothead, Focker?» - Robert De Niro - Ti presento i miei (Meet the Parents)
- «I am a Golden God!» - Billy Crudup - Quasi famosi (Almost Famous)
- «It vexes me, I am terribly vexed!» - Joaquin Phoenix - Il gladiatore (Gladiator)
- «Feel free to stick things in my slot!» - Cameron Diaz - Charlie's Angels
- «Bite my ass, Krispy Kreme!» - Julia Roberts - Erin Brockovich - Forte come la verità (Erin Brockovich)

### Miglior cameo (Best Cameo)
- James Van Der Beek - Scary Movie
- Andy Dick - Road Trip
- Tom Green - Charlie's Angels
- Ozzy Osbourne - Little Nicky - Un diavolo a Manhattan (Little Nicky)
- Bruce Springsteen - Alta fedeltà (High Fidelity)

### Meglio vestito (Best Dressed)
- Jennifer Lopez - The Cell - La cellula (The Cell)
- Kate Hudson - Quasi famosi (Almost Famous)
- Elizabeth Hurley - Indiavolato (Bedazzled)
- Samuel L. Jackson - Shaft
- Lucy Liu - Charlie's Angels

### Miglior nuovo film-maker (Best New Filmmaker)
- Sofia Coppola per Il giardino delle vergini suicide